# Зелёные Луги
Зелёные Луги — деревня в Невельском районе Псковской области России. Входит в состав сельского поселения «Артёмовская волость».
Находится в 5 верстах к югу от ближайшей крупной деревни Кошелёво и примерно в 25 верстах к юго-востоку от города Невель.

## Население
Численность населения деревни на конец 2000 года составляла 4 жителя.